# Jaroslav Michalička
Jaroslav Michalička (* 26. září 1968) je bývalý slovenský fotbalista, obránce.

## Fotbalová kariéra
Hrál za VTJ Karlovy Vary, Spartak Trnava, SK Pardubice, SK Hradec Králové a kariéru končil v Rakousku v FC Illmitz. V československé lize nastoupil v 53 utkáních a dal 1 gól, ve slovenské lize nastoupil ve 25 utkáních a v české lize odehrál 83 utkání a dal 1 gól.

## Ligová bilance
| Ročník                                   | Zápasy | Góly | Klub              |
| ---------------------------------------- | ------ | ---- | ----------------- |
| 1. československá fotbalová liga 1989/90 | 7      | 0    | Spartak Trnava    |
| 1. československá fotbalová liga 1991/92 | 24     | 1    | Spartak Trnava    |
| 1. československá fotbalová liga 1992/93 | 24     | 0    | Spartak Trnava    |
| Corgoň liga 1993/94                      | 24     | 0    | Spartak Trnava    |
| Corgoň liga 1994/95                      | 1      | 0    | Spartak Trnava    |
| 1. česká fotbalová liga 1995/96          | 11     | 0    | SK Hradec Králové |
| 1. česká fotbalová liga 1996/97          | 28     | 3    | SK Hradec Králové |
| Gambrinus liga 1997/98                   | 22     | 2    | SK Hradec Králové |
| Gambrinus liga 1998/99                   | 22     | 1    | SK Hradec Králové |
| CELKEM                                   | 163    | 7    |                   |